# Seconda B
Seconda B es un film cómico italiano de 1934 dirigida por Goffredo Alessandrini y protagonizada por Sergio Tofano, Dina Perbellini y María Denis. Fue presentado en el Festival de Venecia de 1934 donde consiguió un premio. Comenzó la saga de "comedias de chicas" durante la era fascista, dirigido principalmente al público de niñas y mujeres jóvenes.

## Argumento
Un maestro de escuela se enamora de una de sus colegas, que enseña gimnasia. Ella le devuelve su amor, pero esto es descubierto por sus estudiantes que intentan sabotear su relación.

## Reparto
- Sergio Tofano como Professore Monti
- Dina Perbellini como Professorina Vanni
- María Denis como Marta Renzi
- Ugo Ceseri como L'onorevole Renzi
- Cesare Zoppetti como Il preside
- Umberto Sacripante como Il bidello
- Mercedes Brignone como Un'invitata alla festa dei Renzi
- Gino Viotti como Un insegnante
- Alfredo Martinelli como Un altro insegnante
- Vinicio Sofia como Il segretario di Renzi
- Liselotte Smith como Una compagna di scuola di Marta
- Dora Baldanello como Petronilla
- Amina Pirani Maggi como Signora Renzi
- Zoe Incrocci como L'allieva Fumasoni
- Elena Tryan-Parisini como L'insegnante di francese
- Lina Bacci como L'insegnante Zucchi
- Celeste Aída como Signora Cesira
- Albino Principe como Un invitato al festo

## Premios y distinciones
Festival Internacional de Cine de Venecia
| Año  | Categoría       | Persona               | Resultado |
| ---- | --------------- | --------------------- | --------- |
| 1934 | Premio especial | Goffredo Alessandrini | Ganador   |